# تمت
تَمْت (الاسم العلمي: Calepina irregularis)، نبات عشبي، حولي، بري، وحيد الجنس والنوع من فصيلة الصليبيات. مواطنها في منطقة البحر الأبيض المتوسط من شمال إفريقيا إلى برتغال عبر جنوب أوروبا وغرب ووسط أوروبا وصولًا إلى غرب آسيا، وتوجد أيضًا في الاتحاد الروسي وأستراليا والولايات المتحدة (نيويورك).